# Saint-Julien-Maumont
Saint-Julien-Maumont település Franciaországban, Corrèze megyében. Lakosainak száma 173 fő (2022. január 1.). Saint-Julien-Maumont Branceilles, Chauffour-sur-Vell, Marcillac-la-Croze, Meyssac és Saint-Bazile-de-Meyssac községekkel határos.

## Népesség
A település népessége az elmúlt években az alábbi módon változott:
| Lakosok száma | 196  | 161  | 157  | 159  | 181  | 176  | 157  | 154  | 151  | 173  |
|               | 1968 | 1982 | 1990 | 2006 | 2013 | 2015 | 2017 | 2019 | 2020 | 2022 |